# Léon Muscatelli
Léon Muscatelli, né le 7 février 1889 à Sartène (Corse) et mort le 4 décembre 1963 à Montpellier (Hérault), est un homme politique français.

## Biographie
Il est délégué du RPF en Afrique du Nord.
En 1948, il est élu au Conseil de la République.
Il ne se représente pas lors des sénatoriales de 1955.